# Chris Wright
Chris Wright (4 de novembro de 1989) é um americano jogador profissional de basquete que joga no Pallacanestro Reggiana da Lega Cesta de Serie A (LBA). Quando ele jogou no Dallas Mavericks em 2013, ele se tornou o primeiro jogador na história da National Basketball Association (NBA), a ter sido diagnosticado com esclerose múltipla.

## Carreira na Escola Secundária
Wright estudou na Escola St. John's e marcou 2,580 pontos enquanto esteve lá, tornando-se assim o maior pontuador da história da escola. Suas melhor média foi em 2006-07 com 30,5 pontos, 4,9 rebotes e 4,3 assistências. Ele fez mais de 30 pontos em 19 jogos e levou o time com o histórico de 24-9 para a final da Conferência Católica de Washigton, onde St John's acabou perdendo para Dematha.
Wright foi um Mcdonald's All-American, ganhou o campeonato de três pontos no Mcdonald's All-American Classic, realizado na Jordan Brand Classic, em Nova York, foi nomeado o Jogador do Ano da Gatorade em Washington, D.C. e tinha uma média de mais de 22 pontos, em seu segundo e terceiro ano. Considerado um jogador de quatro-estrelas pela Rivals.com, Wright foi listado como o Nº 8  melhor point guard e o Nº 55 dos melhores jogadores do país em 2007.

## Carreira na Faculdade
Wright estudou em Georgetown entre 2007 e 2011.

### Lesões
Em 27 de setembro de 2007, foi anunciado que Wright tinha quebrado o tornozelo durante um jogo e que ele iria perder o "início de temporada". Apesar disso, ele foi capaz de jogar os primeiros onze jogos da temporada 2007-08, onde ele teve uma média de 6,2 pontos por jogo. Wright lesionou de novo seu tornozelo em dezembro de 2007 e perdeu os dezoito jogos seguintes. Em 13 de Março de 2008, Wright fez seu primeiro jogo desde a lesão, na segunda rodada do Big East Tournament contra Villanova, marcando seis pontos.
Em 23 de fevereiro de 2011, Chris Wright machucou o terceiro metacárpico na sua mão esquerda e passou por uma cirurgia na manhã seguinte, o que o forçou a perder os últimos três jogos da temporada regular, mas poderia jogar o Torneio da NCAA.

#### Estatísticas
Em seu último ano, Chris Wright estava entre os top 20 jogadores em pontos por jogo, percentual de lance livre, porcentual de 3 pontos, roubos de bola e assistências por jogo da Big East. Os melhores números de Wright na Universidade de Georgetown são: 34 pontos (12/23/09, vs Harvard), 12 assistências (12 de dezembro de 2010, vs Appalachian St e 11/18 v. Costeiras da Carolina) e 7 rebotes (12/20/08, vs Mt. De santa Maria).

## Carreira profissional
Em agosto de 2011, Wright assinou com Olin Edirne da Liga Turca de Basquetebol.
Em 1 outubro de 2012, Wright assinou um contrato sem garatias com o New Orleans Hornets. Ele não fez parte da lista final de jogadores para a temporada.
Como um afiliado do Hornest, Wright juntou-se ao Iowa Energia para a temporada de 2012-13.
Em 14 de fevereiro de 2013, Wright foi nomeado para o All Star game da NBA D-League All-Star Game em substituição a Terrence Jones.
Em 13 de Março de 2013, Wright assinou um contrato de 10 dias com o Dallas Mavericks. Wright tornou-se o primeiro jogador da NBA com esclerose múltipla. Ele jogou três jogos no Dallas antes de seu contrato expirar. Ele então retornou para o Iowa Energy. Em abril de 2013, ele assinou com o Capitanes de Arecibo de Porto Rico.
Em 29 de setembro de 2013, ele assinou um contrato de um ano com o ASVEL Basket da França.
Em 31 de outubro de 2014, Wright foi readquirido pelo Iowa Energy, no entanto, ele foi dispensado em 14 de novembro de 2014. Cinco dias depois, ele foi adquirido pela Bakersfield Jam. Em 29 de dezembro de 2014, ele foi dispensado pelo Jam depois de jogar 14 jogos. Em 7 de janeiro de 2015, ele assinou com a Victoria Libertas Pesaro da Itália para o resto da temporada 2014-15.
Em 11 de agosto de 2015, Wright assinou com o Hapoel Hólon de Israel para a temporada 2015-16. Em 1 de fevereiro de 2016, ele deixou Hólon e assinou com Pallacanestro Varese da Itália para o resto da temporada 2015-16.
Em 29 de agosto de 2016, Wright fechou um acordo com o Guaros de Lara da Liga Profissional de Basquete da Venezuela, mas dois dias depois, em 1 de setembro de 2016, ele assinou com Auxilium CUS Torino da Itália para a temporada de 2016-17.
Em 5 de novembro de 2017, Wright assinou com o Pallacanestro Reggiana para o resto da temporada 2017-18 da Lega Cesta Serie A.

## Torneio de Basquetebol (TBT)
No verão de 2017, Wright pelo terceiro ano, competiu no Torneio de Basquete da ESPN jogando no time City of Gods. Em seu primeira rodada, Wright marcou 11 pontos e pegou cinco rebotes na derrota de 88-86 para Gael Nation, uma equipe composta de jogador de Iona College. Wright também jogou para a City of Gods em 2016. Naquele verão, ele teve uma média de 15,0 pontos, 5.8 rebotes e 5.0 assistências por jogo para ajudar o time a avançar para as semifinais, onde foram derrotados pelo eventual campeão Overseas Elite. Em 2015, Wright jogado no DMV's Finest, ele teve média de 13.7 pontos, 6,3 assistências e 4.7 rebotes, ao longo de três jogos.

## Estatísticas de carreira na NBA

### Temporada Regular
| Anos    | Times  | Jogos | MPJ | FG%  | 3P%  | FT%  | RPJ | APJ | RBPJ | BPJ | PPJ |
| ------- | ------ | ----- | --- | ---- | ---- | ---- | --- | --- | ---- | --- | --- |
| 2012-13 | Dallas | 3     | 1.3 | .500 | .000 | .000 | .0  | .0  | .0   | .0  | .7  |